# Navarra
Navarra (spanska Navarra, baskiska Nafarroa) är en autonom region och provins i norra Spanien. Huvudstad är Pamplona (på baskiska Iruñea). En del av befolkningen är basker.
Regionens officiella namn på spanska är Comunidad Foral de Navarra, och på baskiska Nafarroako Foru Erkidegoa.
Navarra var historiskt ett fristående kungadöme.

## Historia
Under romarriket beboddes området av vaskoner, förfäder till dagens basker. Under 800-talet började ett självständigt kungadöme ta form. Det nådde sin höjdpunkt under kung Sancho III av Navarra, då det täckte nästan hela dagens Navarra, Baskien och La Rioja, och delar av dagens Kantabrien, Kastilien, León och Aragonien. Efter hans död delades riket mellan hans söner.
År 1512 togs en stor del av riket av Spanien. 1589-1620 var Navarra i personalunion med Frankrike, för att sedan uppgå helt i det franska riket.

## Geografi

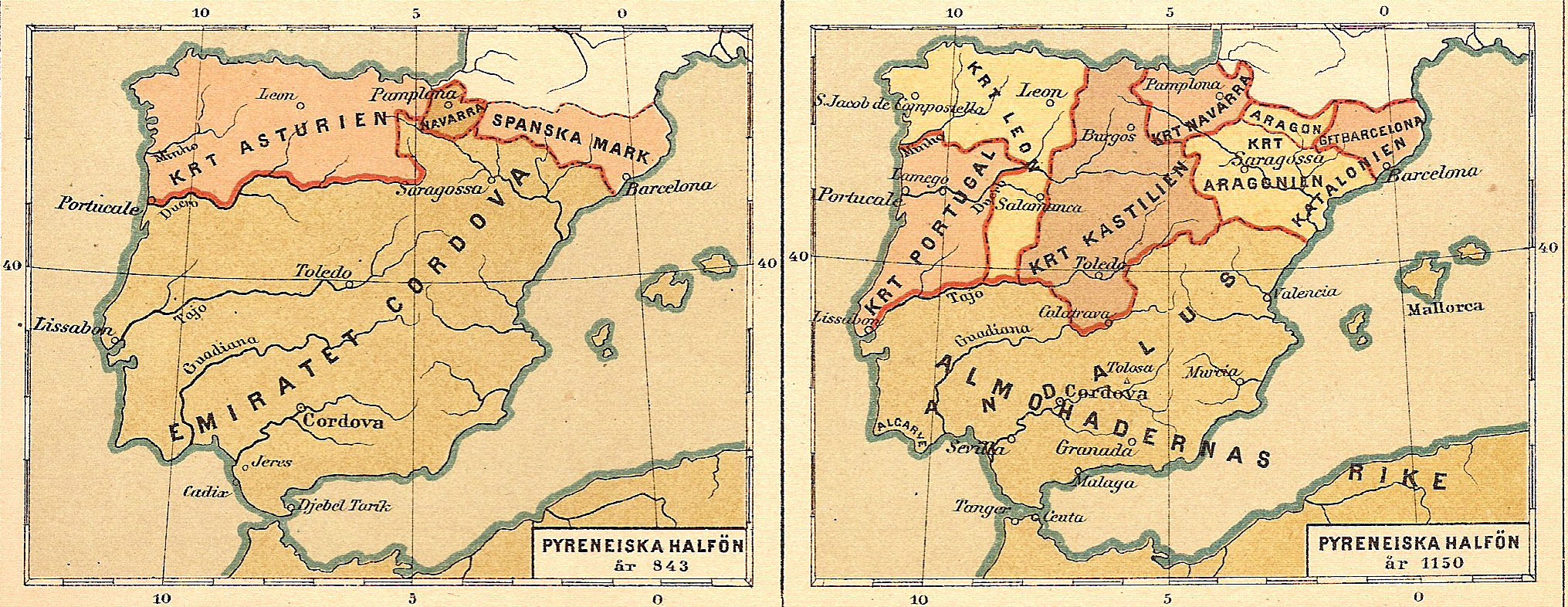
Historisk karta över Iberiska halvön och Navarra 843 e.Kr. samt kungariket Navarra 1150 e.Kr.

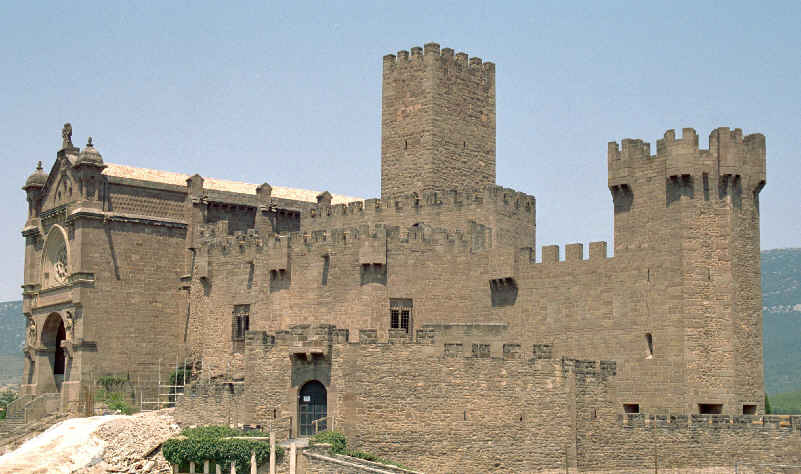
Slottet Xabier

Navarra gränsar i väster till provinserna Guipúzcoa och Álava i den autonoma regionen Baskien, i söder till La Rioja, i öster till provinserna Zaragoza och Huesca i Aragonien samt i norr till de baskiska provinserna i Frankrike.
Navarra har historiskt delats in i merindades (territoriella avgränsningar):
- Estella
- Olite
- Pamplona
- Sangüesa
- Tudela

## Politik
Regionen har sitt eget parlament, Parlamento de Navarra och regering, Gobierno de Navarra. Liksom i andra regioner i Spanien så ansvarar parlamentet och regeringen för sjukvård, sysselsättning, sociala åtgärder, bostadsbyggande och miljöskydd. Till skillnad från andra regioner men i likhet med Baskien, så har regionen fullt ansvar för skatteinkomsterna, som i stort följer Spaniens skattelagar med några små skillnader.
Inom politiken är den baskiska nationalismen starkare i norr, antingen genom navarresiska förgreningar i baskiska partier som Batasuna, Aralar, Eusko Alkartasuna och EAJ-PNV, eller som mindre rörelser som Batzarre. Bland de partier som bortser från kopplingar till Baskien finns regionala förgreningar av spanska partier, såsom PSOE, liksom regionala partier som UPN (Unión del Pueblo Navarro) och Convergencia de Demócratas Navarros.
Det finns 272 kommuner i Navarra. En tredjedel av befolkningen bor i huvudstaden Pamplona och hälften i Pamplonaområdet.
Navarra är en av de tre spanska regioner som har egen poliskår, nämligen Policía Foral de Navarra.

## Kulturellt arv
Navarra är en blandning av de baskiska influenserna från Pyrenéerna och Medelhavets påverkan via floden Ebro. I Ebrodalen odlas, liksom i Aragonien och La Rioja, vete, grönsaker, vindruvor och olivträd.
Regionen var en del av det romerska riket och på medeltiden blev det taifakungadömet Tudela. Under Reconquista avancerade nordborna söderut och under medeltiden var Pamplona genomfartsled för basker och gascogner som kom från andra sidan Prenéerna och andra romersktalande länder.

## Språk

Baskisktalande i Navarra

Det baskiska språket har tappat mark under århundraden, men är sedan demokratins återinförande officiellt språk jämte spanskan i ungefär hälften av regionens kommuner (den norra delen). Nordnavarresiska är en baskisk dialekt som talas i regionen.

## Ekonomi
Historiskt har Navarra varit en liten jordbruksregion med svag social och ekonomisk utveckling. För närvarande har dock regionen hög social och ekonomisk välfärd i kombination med Ebrodalens tillväxt, samt tjänstesektorns och den och industriella utvecklingen i Pamplona. Regionen hade i november 2005 den lägsta arbetslösheten i Spanien (7,41 %) och den högst stigande BNP per capita.
Navarra är ledande i Europa i användningen av förnybar energi. Regionen hoppas att hela deras produktion ska kunna använda denna typ av energi 2010. 2004 kom 61 % av energin från förnybara källor, av vilka 43,6 % kom från 28 vindkraftverkanläggningar, 12 % från 100 små luftturbiner, 5,3 % från två bioindustrier och ytterligare 2 % från biogas.

## Vin
Navarra är en av ett sextiotal Denominación de Orígen (DO) för vin i Spanien. Vinregionen angränsar till Rioja-distriktet (vars ostligaste del ligger i provinsen Navarra) samt till Campo de Borja i Aragonien. Liksom i granndistrikten domineras produktionen av röda viner, ofta gjorda på lokala druvor som tempranillo, men även andra sorters viner framställs.
I Navarra produceras också slånbärsvinet patxaran.